# Międzynarodowe Stowarzyszenie Krytyków Teatralnych
Międzynarodowe Stowarzyszenie Krytyków Teatralnych (ang. International Association of Theatre Critics – IATC, fr. Association internationale des critiques de théâtre – AICT) – międzynarodowa organizacja skupiająca krytyków teatralnych, działająca pod auspicjami UNESCO od 1956 w Paryżu.

## Polska Sekcja
Polska Sekcja Międzynarodowego Stowarzyszenia Krytyków Teatralnych (AICT/IATC), będąca zarazem Klubem Krytyki Teatralnej (początkowo przy Stowarzyszeniu Dziennikarzy Polskich, obecnie przy Stowarzyszeniu Dziennikarzy RP), należy do najstarszych oddziałów stowarzyszenia, a jej przewodniczący często wchodzą w skład gremiów kierowniczych, wyłanianych podczas kongresów – w 1992 roku Kongres AICT obradował w Warszawie, w 2000 w Gdańsku, w 2012 ponownie w Warszawie.
W latach 1960–1977 znany polski krytyk teatralny i tłumacz, Roman Szydłowski (1918−1983), prezes Klubu Krytyki Teatralnej SDP pełnił funkcję prezesa AICT, a w roku 1977 został wybrany jego honorowym przewodniczącym.
Sekcja polska organizuje staże dla młodych krytyków, międzynarodowe, regionalne i krajowe sympozja, przyznaje nagrody teatralne, w tym m.in.:
- Nagrodę im. Tadeusza Boya-Żeleńskiego – za osiągnięcia teatralne, znaną także jako Nagroda Boya (1957).
- Nagrodę im. Stefana Treugutta – za osiągnięcia w Teatrze Telewizji (2001)[4].
- Nagrodę im. Wojciecha Bogusławskiego – za książkę teatralną (2002).
- Nagrodę im. Ireny Solskiej − dla wyróżniających polskich aktorek (2010).

Przyznawane wcześniej nagrody im. Edwarda Csató (dla młodych krytyków) i nagrody klubowe od roku 1990 pozostają zawieszone.